# Neversdorf
Neversdorf ist eine Gemeinde im Kreis Segeberg in Schleswig-Holstein. Der Neversdorfer See liegt im Gemeindegebiet.

## Geografie und Verkehr

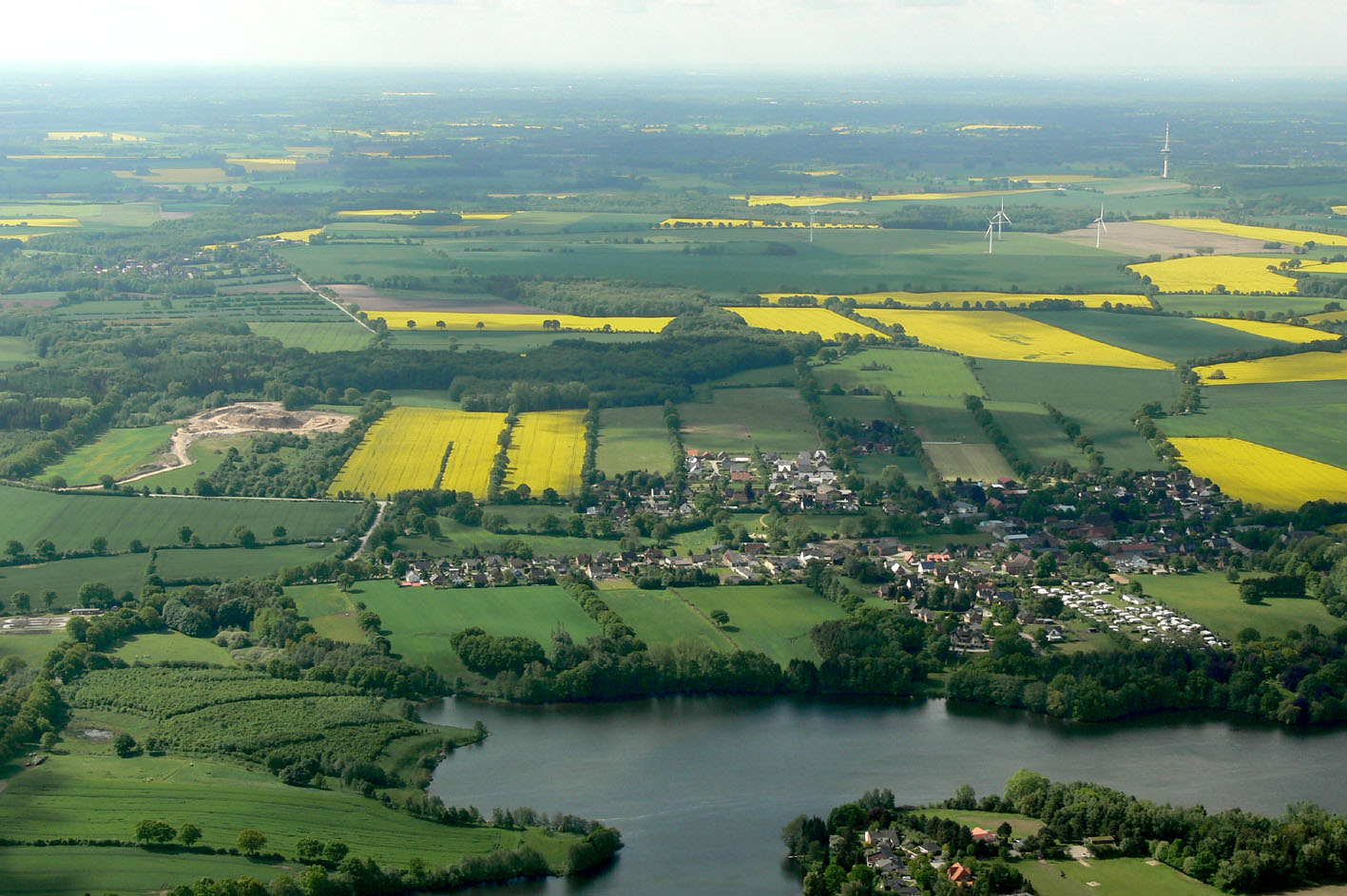
Neversdorf mit See

Der Neversdorfer See und das Travetal stehen unter Landschaftsschutz.

## Geschichte
Einer Überlieferung zufolge soll sich im Neversdorfer See eine Insel befunden haben, auf die während der Reformation im 16. Jahrhundert katholische Mönche vor ihren Verfolgern geflohen sein sollen. Ihre Existenz konnte jedoch noch nicht nachgewiesen werden.
In Neversdorf hat die von Udo Keller gegründete Udo-Keller-Stiftung Forum Humanum ihren Stiftungssitz.

## Politik

### Gemeindevertretung
Bei der Kommunalwahl 2023 errang die Allgemeine Kommunalpolitische Vereinigung erneut alle neun Sitze in der Gemeindevertretung. Die Wahlbeteiligung betrug 57,6 Prozent.

### Wappen
Blasonierung: „Über einen blauen Wellenschildfuß, darin ein nach links gewendeter silberner Zander, in Silber ein schwebender abgeflachter und links den Schildrand anstoßender Hügel, der mit drei schwarzstämmigen grünen Laubbäumen bestanden ist. Im linken Obereck ein breiter schrägrechter blauer Wellenbalken.“